# Esclafit

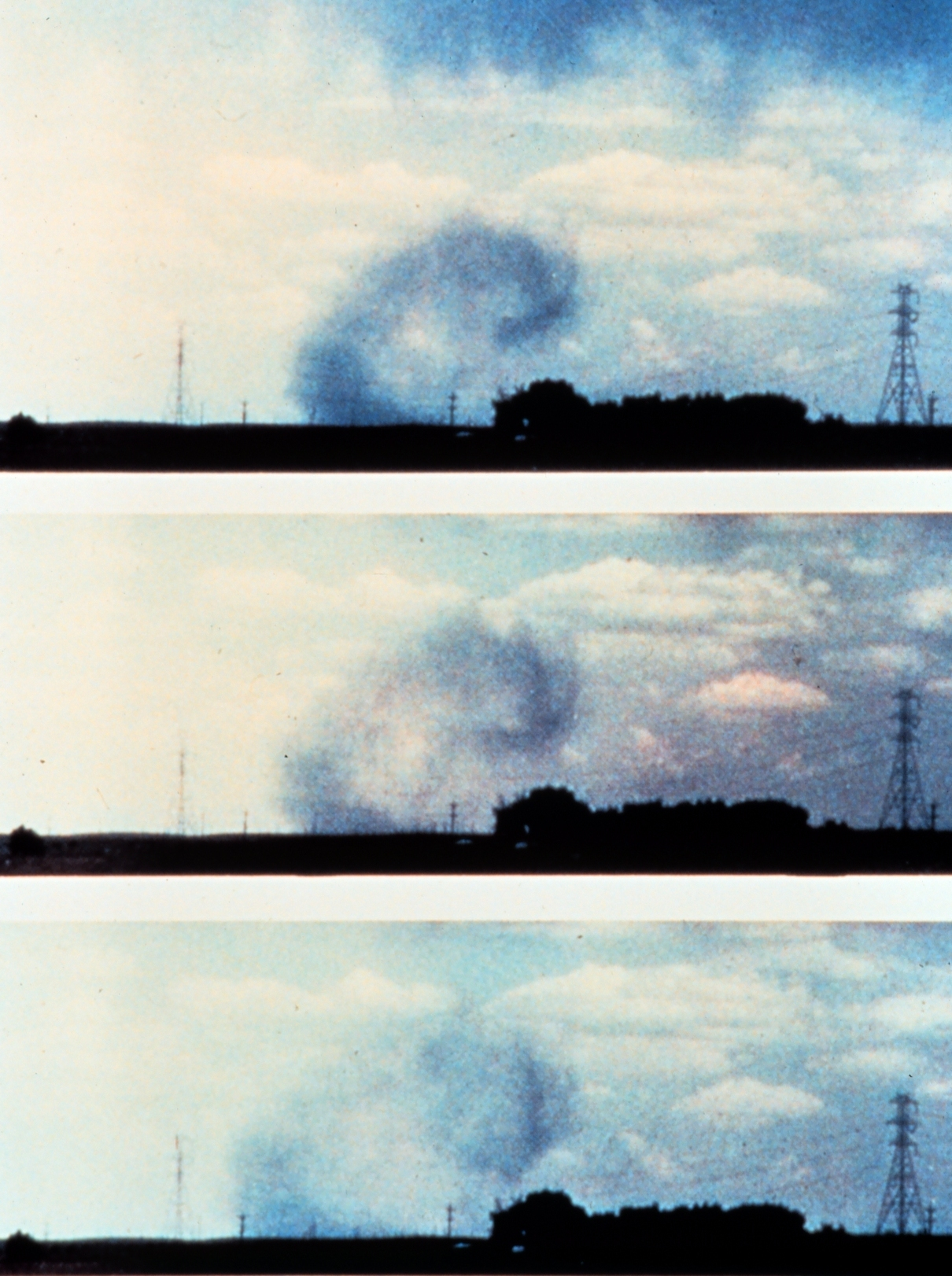
Imatges d'un microesclafit. superfície

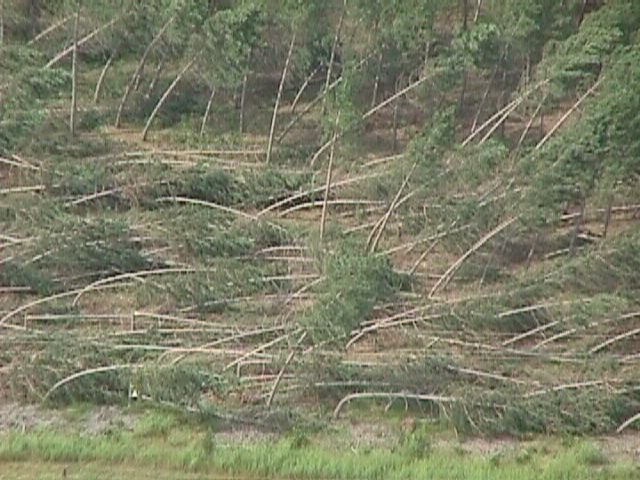
Destrosses produïdes en una àrea boscosa per un esclafit, colpejant en línia recta. (Font NOAA)

Un esclafit o ràfega descendent (meteorologia) és un fenomen produït per una columna d'aire en ràpid descens que després de fer impacte a la superfície s'estén en totes les direccions i genera vents molt forts. A diferència d'un tornado, els vents d'una ràfega descendent es dirigeixen cap enfora des del punt on toquen a terra. La durada del fenomen és curta. És un corrent d’aire descendent molt violent associat a fenòmens convectius que en arribar a prop de terra s'expandeix horitzontalment a gran velocitat.
Els esclafits són vents potents, entre 100 i 170 km/h, i poden causar fàcilment danys similars als d'un tornado. Sovint s'interpreten, erròniament, com a tornados. Els esclafits són un fenomen particular i també un tema d'estudi habitual dels meteoròlegs.
Els esclafits són causats per tempestes convectives i estan físicament relacionats amb els processos de precipitació dins d'aquestes tempestes. El cas més senzill de microesclafit aïllat és impulsat pel pes de la precipitació que provoca un corrent descendent i un refredament per evaporació i fusió de la precipitació a l'aire descendent, que accelera encara més el corrent descendent. A mesura que el corrent descendent incideix sobre el terra, es produeix un esclat de vents divergents.
Les ràfegues descendents o esclafits a gran escala són causades principalment per sistemes convectius de mesoescala, especialment aquells que contenen línies de tempestes. Els esclafits produits per supercèl·lules convectives s'associen amb freqüència amb gran precipitació de calamarsa, augmentant l'impacte perjudicial.

## Mecanisme
- En les etapes inicials d'una tempesta creixent, hi domina un poderós corrent ascendent. El núvol creix verticalment i comencen a formar-se gotes de pluja i calamarsa

- A mesura que la tempesta madura, el corrent ascendent continua alimentant el núvol amb aire humit i inestable. Les gotes de pluja i la calamarsa es fan prou grans com per caure a terra. De vegades, el corrent ascendent que arriba a la tempesta és tan fort que suspèn una gran quantitat d'aigua i calamarsa a la part mitjana i alta de la tempesta. Mentrestant, es pot desenvolupar un fort flux a la part posterior de la tempesta i introduir aire més sec a la part mitjana i inferior de la tempesta.

- En la producció de l'esclafit, el gran nucli de pluja i calamarsa que el corrent ascendent havia mantingut a les parts superiors de la tempesta, es desploma ràpidament cap a terra, tant, que arrossega molt d'aire, guanyant velocitat a mesura que descendeix. Si l'aire sota la base de la tempesta té una humitat relativa baixa, la velocitat del corrent descendent augmentarà encara més a mesura que el volum de pluja que s'endinsa en l'aire sec s'evapora i refreda l'aire, fent que l'aire sigui més pesat. Aleshores, si també hi ha un corrent d'aire sec que entra a la tempesta, el refredament per evaporació pot augmentar encara més i el corrent descendent es encara més fort.

- Quan el corrent descendent toca a terra, provoca un esclat d'aire que s'estén ràpidament en totes direccions, produint el fenomen de l'esclafit. S'han observat velocitats del vent descendent que superen els 150-170 km/h, tan forts com els d'un tornado.[4]

## Tipus
Hi ha diversos tipus d'esclafits: 

### Per la quantitat de precipitació
Els esclafits secs estan associats amb tempestes amb molt poca pluja, mentre que els esclafits humits són creats per tempestes i altes quantitats de precipitació.
- Esclafits secs i càlids: produïts perquè entre la tempesta i el terra hi ha una capa seca on s'evapora tota l'aigua. Descendeixen per una adiabàtica seca, cosa que comporta que siguin càlids. A vegades són responsables d'incendis, ja que si un llamp impacta a la zona és afavorit pel vent que ajuda a propagar-los.[6]
- Esclafits humits: no hi ha capa seca (o n'hi ha, però molt dèbil) i amb forta intensitat de pluja i calamarsa.

### Per l'àrea d'abast
Les ràfegues descendents es produeixen en una varietat d'escales, des de microesclafits localitzats en àrees de pocs quilòmetres, fins a corredors o franges amb una longitud de centenars de quilòmetres afectant amb danys milers de quilòmetres quadrats.
Els microesclafits i macroesclafits són esclafits de major o menor escala d'àrea d'afectació.
- Microesclafits, que es limiten a una àrea de menys 3 km². Solen ser més concentrats i poden produir més danys. Suposen grans perills per a les aeronaus i de vegades poden produir vents perjudicials a la superfície de la Terra.[7]
- Es consideren macroesclafits els que abasten una àrea superior.[2]

## Els esclafits a Catalunya
Els esclafits són violentíssims i són, juntament amb els tornados, el fenomen meteorològic més violent que podem tenir a Catalunya. A banda de dir que s'han començat a estudiar i a popularitzar entre els estudiosos de la meteorologia en els darrers anys, és convenient desglossar el significat del terme.
Per fortuna, els esclafits no són del tot habituals a casa nostra, malgrat que les seves conseqüències, quan ocasionalment es produeixen, poden ser greus, fins i tot, en episodis extrems, catastròfiques. El vent és s'aproxima als 200 Km/h.
Sempre vinculats a cumulonimbus actius o molt actius, situació en què és possible l'aparició del fenomen, ocurreixen durant l’època álgida de tempestes. Al maig, al juny, l’agost i al setembre no són descartables, per enlloc, aquests fenòmens. No tenen preferencia horària per bé que la majoria de tempestes es produeixen més feqüentment a la tarda.
Les àrees on es poden produir de manera més habitual són les de l’interior, atès que és en aquest ampli grup de comarques on n'hi ha hagut un nombre més elevat. Les ràfegues de vent poden ser de rècord total. No debades, hi ha hagut registres que han superat els 150 Km/h, una dada aclaridora de la contundencia d’aquests fenòmens de temps violent.